# Второе правительство Эррио
Второе правительство Эррио́ — кабинет министров, правивший Францией 2 дней с 19 июля по 21 июля 1926 года, в период Третьей французской республики, в следующем составе:
- Эдуар Эррио — председатель Совета министров и министр иностранных дел;
- Поль Пенлеве — военный министр;
- Камиль Шотан — министр внутренних дел;
- Анатоль де Монзи — министр финансов;
- Луи Паскуе — министр труда, гигиены, благотворительности и условий социального обеспечения;
- Морис Колрат — министр юстиции;
- Рене Рено — морской министр;
- Эдуар Даладье — министр общественного развития и искусств;
- Жорж Бонне — министр пенсий;
- Анри Кей — министр сельского хозяйства;
- Адрьен Дариак — министр колоний;
- Орли Андре-Эссе — министр общественных работ;
- Луи Люшё — министр торговли и промышленности.